# Asperula bargyli
Asperula bargyli là một loài thực vật có hoa trong họ Thiến thảo. Loài này được Gomb. mô tả khoa học đầu tiên năm 1958.